# Памирские кыргызы
Памирские кыргызы — этнические кыргызы, исповедующие ислам. Начали заселять высокогорный Памир в несколько этапов с 1575 года. Вторая волна кыргызов переселилась в Памирское высокогорье в 1920-х — 1930-х годах с целью избежать экспроприации скота после установления советской власти в Кыргызстане.

## Политическое размежевание
Когда Ваханский коридор был передан Афганистану в качестве буфера между Британской Индией и Российской Средней Азией, политические границы разделили памирских кыргызов на две большие группы. Большая часть из них (свыше 65 000 человек) — это современные кыргызы Таджикистана. Меньшая часть (около 2 000 человек) — это кыргызы современного Афганистана, которых практически не затронула советизация. Судьба кыргызов этих стран в XX веке складывалась по-разному. Потомки памирских кыргызов Афганистана проживают также в Пакистане и Турции.

## Этнографический очерк
А. Н. Бернштам пишет, что «в XVII веке киргизы распространили свою власть на Памир, заняв в 1653 г. Кара-Тегин и Гиссар, затем дошли даже до Балха, то есть Афганистана, где и поныне имеются группы киргизской народности». Памирские киргизы — один из самых выносливых народов мира, жизнь и быт которого сложились в условиях холодных высокогорных пустынь. Традиционное занятие — кочевое скотоводство (овцы, лошади и яки). Скот меняли на муку и прочую утварь у уйгуров и таджиков. Впервые для российских этнографов памирские киргизы стали известны с 1892 года. Тогда численность киргизов на Памире составляла около 10 тыс. чел. Простые и незатейливые на первый взгляд, памирские киргизы поразили русских путешественников степенью адаптированности к проживанию в суровых горных условиях. Они также произвели впечатление гостеприимных и простодушных людей.

## Этногенез
Так как исследовались исключительно в Таджикистане, смотрите статью Киргизы в Таджикистане#Y-ДНК.
Памирские киргизы по этническому составу в основном принадлежат к ичкиликам. В ряде работ понятия «памирские киргизы» и «ичкилики» тождественны. По мнению К. И. Петрова, основное ядро ичкиликов составляли булагачи и кэрэмучи. Кроме них, в состав памирских киргизов входили теиты, найманы, кесеки и кырчаки.